# Tormiston Mill

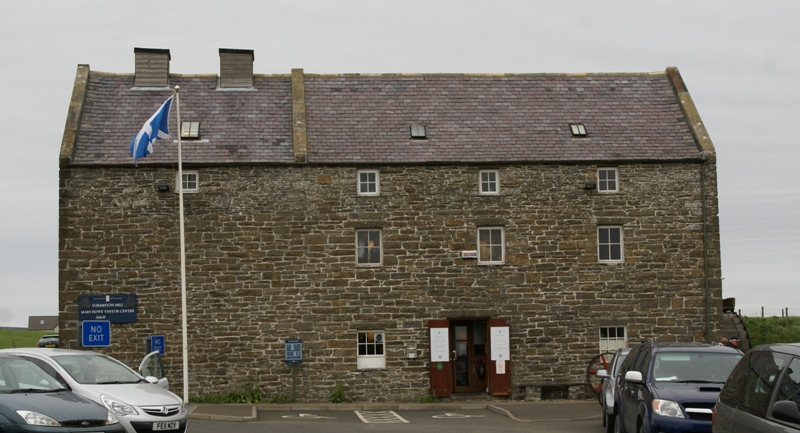
Tormiston Mill

Tormiston Mill is een gerestaureerde, typisch Schotse watermolen, gebouwd in de periode 1880-1890, gelegen 15 km ten westnoordwest van Kirkwall op Mainland (Orkney).
De korenmolen bestaat uit drie verdiepingen en heeft een compleet ijzeren waterrad. Het water wordt door een stenen aquaduct gevoerd. De molenstenen en delen van de originele machinerie zijn bewaard gebleven.
Op de begane grond bevindt zich een expositie over het oude Orkney, op de eerste verdieping is een souvenirwinkel en op de tweede verdieping is een restaurant gevestigd.
De molen is tevens de receptie voor de bezichtiging van de neolithische graftombe Maes Howe.

## Beheer
Tormiston Mill wordt beheerd door Historic Scotland.